# Torre Llobet
La Torre Llobet és un edifici del municipi de Vidreres (Selva) declarada bé cultural d'interès nacional.

## Descripció
Es tracta d'una masia molt àmplia i de grans dimensions, i que ha experimentat múltiples canvis i metarmorfosis al llarg de la història.
En primer lloc, tenim el cos central, datat entre el segle xv i XVI, el qual està estructurat en tres plantes. En la planta baixa trobem cinc obertures, com són el portal d'accés d'arc de mig punt, adovellat i amb unes dovelles de grans dimensions, flanquejat per quatre finestres, tres de les quals són de llinda monolítica i muntants de pedra i la restant és irrellevant. Pel que fa al primer pis o planta noble, trobem quatre obertures, la central és d'arc conopial lobulada, amb muntants de pedra i ampit treballat amb petits relleus circulars. Aquesta està flanquejada per tres finestres prototípiques de llinda monolítica, muntants de pedra i ampit. Finalment, el segon pis és projectat com a golfes i disposa de quatre obertures, dues de prototípiques i dues d'irrellevants. Orientada a llevant, és a dir adossada a la part dreta d'aquest cos central, trobem una gran torre de quatre pisos, de planta quadrada i amb predomini d'obertures de llinda monolítica amb muntants de pedra.
En segon lloc, a ponent tenim el cos secundari perpendicular al cos antic i datat entre els segles XVIII-XIX. També està estructurat en tres plantes; en la baixa, s'observa un predomini de grans obertures rectangulars, però destaca en especial la petita estructura sobrelevada i repujada, projectada com una espècie de balcó. Pel que fa al primer pis o planta noble, trobem dues obertures, de les quals destaca principalment la central, la qual és geminada, amb les impostes de l'arc treballades a base de petits relleus en forma de relleus circulars i destaca la columneta que mig parteix la finestra, sobretot amb el capitell amb motius vegetals. Pel que fa al segon pis, trobem quatre obertures, dues d'irrellevants i dues d'arc depressiu convex. Aquest segon cos està cobert amb una teulada de vessants a laterals. En aquesta zona, trobem la presència física de la segona torre quadrada, datada del segle XX i oposada a l'anterior.
Dintre de la finca ressalta la presència d'un element molt interessant com és el molí de caràcter popular modernista, d'uns vint metres d'alçada aproximadament, constituït d'una escala interior de cargol, de planta hexagonal. Totes les obertures són d'arc depressiu convex i estan alineades seguint la direcció de l'escala de cargol. El molí està guarnit per múltiples ceràmiques acolorides i la part de coronament trenca l'hexàgon, ja que és circular, amb una barana de ferro forjat.

## Història
La història d'aquest mas està lligada a la de la família Llobet. Les primeres notícies d'aquesta família daten del segle xii, així, entre el 1125 i el 1129 Pere D'Ared, fill de Llobet d'Ared, va rebre de Guillem, abat del monestir de Sant Salvador de Breda, un nou establiment del mas la Coromina del Collell de Vidreres. I el 1182 Maria va rebre en donació per matrimoni el mas Llobet, que actualment es coneix com a la Torre d'en Llobet. El patrimoni a partir del mas Llobet s'anà expandint. Així, en els segles XIV i XV es va produir l'adquisició de diversos masos.
Entre els segles xvii i XIX diversos propietaris i hereus del patrimoni Llobet foren batlles de Vidreres, i alguns dels germans eren capellans. La família vivia de l'explotació de les suredes per a l'obtenció del suro. El 1836 la torre va ser saquejada i cremada pels carlins, i el 1837, Liberata Parés i Oliver, muller de Baldiri Llobet i Riera, va ser raptada pels carlins i alliberada després de pagar 7.500 lliures. A finals del segle xix el patrimoni Llobet s'estenia pels termes de Vidreres i Maçanet, i cobrava uns 200 censos.
Els primers anys del segle XX van comportar molts canvis a la família Llobet. Un dels primers va ser que l'hereu, Joaquim de Llobet i de Pastors, va ser desheretat en haver-se casat contra la voluntat del seu pare, i el patrimoni passà al seu germà Josep de Llobet, el qual tot i incrementar el patrimoni amb la compra de diversos masos, ho va acabar perdent tot. El motiu va ser que va avalar al seu germà Joaquim una sèrie de lletres per construir un casino de joc, a les quals no va poder fer front el pagament i, en Josep, per saldar el deute, va haver de vendre tot el patrimoni.